# МАГЛЕВ воз
Маглев је потпуно нови приступ у покретању електричних возила.
Како је за потребе развијања великих брзина потребно смањити отпоре кретања, а истовремено повећати вучну силу мотора, инжењери су приступили решавању овог проблема. Посебну пажњу је требало обратити на сталне отпоре кретања (у лежајевима, услед котрљања погонског точка и услед отпора ваздуха) и на повремене отпоре кретања (отпоре у кривини и отпоре при успону). Отпор ваздуха је умањен тиме што су возила конструисана тако да буду аеро динамичких облика и малих коефицијента трења у односу на ваздух. Решење за остале отпоре је виђено у примени магнетне левитације, при чему не постоји контакт између воза и подлоге па самим тим нема ни силе трења у лежајевима точка и трења услед котрљања.
Такође велики проблем конвенционалног покретања возила представља адхезија која нам ограничава вучну силу коју можемо применити на возило и карактеристику мотора коју морамо имати у вучном возилу. Услед адхезије возило мора имати тврду механичку карактеристику при поласку да не би дошло до проклизавања. За брзе возове који се покрећу на конвенционалан начин потребно је и до 50 km да би се убрзало од 0 до 300 km/h. Пошто код магнетске левитације не постоји ограничење адхезије убрзање од 0 до 300 km/h може се постићи у првих 5 km. 
Маглев технологија позната је већ дуги низ година. Патент на њу су добила два Американца у октобру 1969. године али препреку даљем и разлог спорог развоја овог типа превоза представљале су лоше карактеристике постојећих материјала и слабо, за потребе маглев-а, развијена прецизна електроника тог времена. 
Прва светска “пруга” на бази магнетне левитације која је коришћена у комерцијалне сврхе је изграђена у Бирмингхаму у Великој Британији 1985. године. Била је дуга 600 m и повезивала је аеродром са оближњом железничком станицом.
Мали шатл је левитирао на висини од 15 mm. Ипак због бројних проблема после 11 година замењен је обичним возом. 
До сада највише успеха у изградњи конвенционалне маглев пруге је имао немачки Трансрапид који је заслужан за изградњу Шангајске пруге дужине 30 km која повезује центар Шангаја и нови шангајски аеродром у Пудонгу. Максимална достигнута брзина на овој прузи износи 501 km/h. До 2010. планирано је продужење ове пруге на око 160 km. То је до данас остала једина конвенционална пруга са маглев технологијом у свету. 
Највише успеха у развоју маглев технологије имале су Немачка и Јапан. Јапан као једна од водећих технолошких сила света са великим бројем густо насељеног становништва улаже огромна средства у развој брзог и ефикасног превоза. Истраживања у Јапану у овој области почела су још 1970. године. Јапан данас држи светски рекорд који је постигнут на једној прузи и он износи 581 km/h. Постигнут је 2. децембра 2003. године.

## Историјски развој
- 1970. - Формални почетак истраживања електро динамичких система левитације који користе  супер проводне магнете[2].

- 1972.  -  Тест возило (LSM200) на погон са линеарним синхроним мотором (LSM) успешно је прошло левитациони тест
  - Тест возило (ML100) на погон са линеарним индукционим мотором (ML) успешно је прошло левитациони тест

- 1975. - Тест возило (ML100А) на погон са линеарним синхроним мотором (LSM) успешно је извршило перфектно бесконтактно кретање

- 1977. - Отворен Мијазаки тест центар и извршена прва тест вожња возила ML-500 са такозваном Т пругом.

- 1979. - Симулирана вожња кроз тунел возила МL-500
  - Остварена вожња са хелијумским хлађењем на возилу МL-500R
  - Постигнута брзина од 517 km/h

- 1980. - Почињу тестови на возилу MLU001 и уградња пруге типа У у Мијазаки тест центру

- 1981. - Почињу тестови воза са 2 вагона

- 1982. - Почињу тестови воза са 2 вагона са  путницима

- 1986. - Воз са 3 вагона достигао је брзину од 352,4 km/h

- 1987. - Воз са 2 вагона без путника постигао је брзину од 405,3 km/h
  - Воз са путницима достигао брзину од 400,8 km/h
  - Почињу тестови на возилу МLU002

- 1988. - Успешно извршен тест са скретницом у  станици

- 1989. - Тестиране ваздушне кочнице на возилу  МLU001
  - Постигнута брзина од 394 km/h помоћу возила  МLU002

- 1990. - Започети тестови на првој покретној  скретници
  - Прослава почетка изградње Jаманаши Маглев тест пруге

- 1991. - Започети тестови на возилима са бочном  левитацијом
  - Започети тестови на возилима који се напајају енергијом из инвертора
  - MLU002 изгорео у инциденту са ватром

- 1993. - Започети тестови на возилу  МLU002Н

- 1994. - Тест возило MLU002Н достигао брзину од 431 km/h

- 1995. - Тест возило MLU002Н са путницима достигло брзину од 411 km/h

- 1996. - Отворена Јаманаши Маглев тест  пруга
  - Започети тестови возила МLH01 са вучном  локомотивом

- 1997. - Започети тестови возила МLH01 на Јаманаши Маглев тест прузи
  - Возило МLH01 са путницима достигло брзину од 531 km/h
  - Возило МLH01 без путника достигло брзину од 550 km/h

- 1998. - Извршени тестови мимоилажења возова при релативној брзини од 966 km/h

- 1999. - Возило МLH01 са 5 вагона достигао брзину од 548 km/h
  - Возило МLH01 са 5 вагона са путницима достигао брзину од 548 km/h
  - Извршени тестови мимоилажења возова при релативној брзини од 1.003 km/h

- 2000. - Управа Министарства Транспорта Јапана одлучила: "Маглев је употребљив за ултра брзи масовни превозни систем"
  - Укупна пређена раздаљина прешла 100.000 km
- 2001. - Њихово Краљевско Височанство Принц и Принцеза Акишино искусили су пробну вожњу Маглев возом

- 2002. - Укупна пређена раздаљина прешла 200.000 km
  - Број превезених путника прешао 30.000
  - Започета тест вожња нове композиције која укључује   МLH01-901

- 2003. - Постигнут максимални пређени пут у једном дану од 1.219 km
  - Укупан пређени пут прешао 300.000 кило метара, а број превезених путника прешао 50.000
  - Постигнут најдужи пређени пут у једном дану од 2.876 km
  - Возна композиција са троја кола и МLH01 са путницима достигла брзину од 581 km/h

- 2004. - Број путника Маглев возила прешао  80.000
  - Укупан пређени пут прешао 400.000 km
  - Извршени тестови мимоилажења возова при релативној брзини од 1.026 km/h

- 2005.	-  Његово  Краљевско  Височанство  Принц  Нарухито  искусио  је пробну вожњу Маглев возом

- 2006.	- Одбор директора централне јапанске железнице официјелно потврдио инвестициони план обнове и проширења Јаманаши Маглев тест пруге

## Принцип рада
Левитација са нултим флуксом патентирана је од стране RTRI (Railway Technical Research Institute) 1988. године. 
У вертикалним зидовима пруге налазе се калемови у облику осмице са нултим флуксом, док су два наспрамна калема спојена на средини као на слици.
Кад супер проводни магнет (SCM), који се налази монтиран на вагонима воза, прође поред калемова у облику осмице доћи ће до индуковања електромоторне силе у горњем и доњем кругу намотаја.

То индуковање струје кроз калемове може се представити следећим једначинама:
{\displaystyle \displaystyle {e_{1}}=-Is\cdot V{{\partial M_{S1}} \over {\partial x}}.}
и
{\displaystyle \displaystyle {e_{2}}=-Is\cdot V{{\partial M_{S2}} \over {\partial x}}.}
Где Is представља струју супер проводног магнета, V представља брзину којом се креће супер проводни магнет, односно возило док Ms1 и Ms2  представљају међусобну индуктивност првог и другог намота калема у односу на супер проводни калем респективно и X представља осу којом се креће возило.
Једначина кола калема ће бити:
{\displaystyle \displaystyle 2{Ri_{L}}+2(L-M_{12}){{\partial i_{L}} \over {\partial t}}={e_{1}}-{e_{2}}}
Где су R омска отпорност калема, L само индуктивност једног кружног дела калема, а {\displaystyle M_{12}} међусобна индуктивност два кружна дела калема.
Анализирањем  дате  једначине  можемо  утврдити  да  ће  струја  кроз  калемове постојати само ако су индуктивности међусобно различите, односно ако  су индуковане електро моторне силе првог и другог  кружног  дела  калема различите. Можемо закључити да струја у калему у облику осмице неће постојати онда када се супер проводни калем креће тачно у средњем нивоу између два кружна дела калема у облику осмице. Ако се супер проводни калем не би кретао у том нивоу у калему у облику осмице индуковала би се струја која би створила магнетско поље једног поларитета у горњем намоту и супротног поларитета у доњем намоту, као на слици.

Мана овог система је то што се при малим брзинама индукује мала електромоторна сила {\displaystyle {e_{1}}} и {\displaystyle {e_{2}}} па самим тим је и мала струја калема у облику осмице  па немамо довољну магнетну силу за подизање возила при брзинама мањим од 150 km/h. Због тога, код овакве врсте левитације, морамо користити точкове за залетање и такозвано "слетање". Ови точкови се при брзинама већим од 150 km/h повлаче у каросерију вагона, слично као код авиона.
Проблем који се јавља код калемова у облику осмице су веома мале силе вучења. Када је возило у стању равнотеже и "лети" тачно између горњег и доњег круга калема у облику осмице у калему у облику осмице се неће појавити струја, пошто се супер проводни калем воза налази у равнотежи. Међутим тада возило може несметано да се креће између вертикалних зидова пруге и ударити у сам зид што представља  велику опасност.
Да би се решио овај проблем два наспрамна калема у облику осмице са једне и са друге стране вертикалног зида пруге додатно се кратко спајају по средини као на горњој слици.
Ако се воз креће средином пруге на једнаком растојању од обе стране вертикалних зидова пруге може се показати да ће се у горњем делу калема у облику осмице са обе стране вертикалног зида пруге индуковати иста електро моторна сила па неће доћи до стварања струје у горњем или доњем делу калема у облику осмице. Међутим ако се воз налази ближе неком од калема у том калему ће се индуковати већа електромоторна сила у односу на исти калем на супротном вертикалном зиду пруге.
Пошто су ова два калема у облику осмице кратко спојена по средини, протећи ће струја  iG као на горњој слици. Појава ове струје довешће до стварања магнетских поља  као  на слици десно:

Можемо приметити да се у обе стране пруге индукује магнетно поље истог знака што доводи да се резултантна сила ова два магнета сабира како би се воз вратио у средишњи положај.
Велика предност овог система је то што се воз налази у стабилној равнотежи. Ако воз жели да се покрене на више или на ниже доћи ће до појаве електро магнетне силе која тежи да га врати у равнотежни положај. Исто ће се десити и ако воз хоће да крене улево или удесно ка бочним зидовима пруге. Што се воз више приближава  неком  од  бочних зидова пруге резултујућа електро магнетна сила која тежи да га врати у равнотежни положај биће већа. Такође у равнотежном положају нема потрошње енергије на левитацију и вођење јер нема ни струје у калемовима у облику осмице.
И овде важи да за мале брзине не постоји довољно велика електро магнетна сила која би вратила воз у средишњи положај тако да морају постојати точкови за вођење са стране сваког вагона како би воз могао да се креће по прузи при малим брзинама.
За погон користимо линеарни синхрони мотор. Изглед намота статора дат је на следећој слици.

Систем напајамо помоћу трофазних инвертора. Фреквенција рада инвертора може се мењати од 0 до 56 Hz, при којој се има брзина од 550 km/h. Привлачна и одбојна сила магнета користе се за покретање воза. У бочним вертикалним зидовима пруге налазе се намоти статора који се напајају трофазним наизменичним системом напона и стварају линеарно електро магнетно поље дуж пруге. Магнетно поље супер проводних магнета воза привучени су овим пољем што резултира силом која делује на воз да се креће у смеру кретања линеарног поља дуж пруге.

Типови Маглев возова садрже по 2 супер проводна магнета SCM (Super Conducting Magnet) и они представљају језгро овог система. Сваки део супер проводних магнета састоји се из 4 супер проводна калема. Они су се показали као високо поуздани и издржљиви приликом тестова на моделима MLU001 и MLU002 на Мијазаки Маглев тест прузи.

На врху супер проводног магнета налазе се цилиндричне посуде у којима се чувају кондензовани хелијум и азот. Хелијум се користи као расхладно средство за хлађене супер проводних калемова како би они при сниженој температури од свега 50 до 100 келвина имали своје супер проводне карактеристике. У доњем делу супер проводног магнета налазе се супер проводни калемови који наизменично генеришу N и S магнетни пол. На врху се такође налази расхладни уређај који служи како би кондензовао хелијум који је испарио у процесу апсорпције топлоте са калемова супер проводног магнета.

## Маглев тест возови
ML-500 тест возило кретало се уз помоћ електро динамичког система (EDS) и било је прво возило тестирано у Mијазаки тест центру. 
Направљено 1977. године, ML- 500 било је возило без места за путнике. 
Пруга облика обрнуто Т коришћена је у тесту. 
Дуж возила се налазило 4 крио стата који су сваки понаособ садржали 4 супер проводна магнета (два за вођење и покретање и два за левитацију). Фрижидери и компресори за хлађење хелијума налазили су се поред пруге и крио стати возила су пуњени хелијумом пре сваке тест вожње.
Током 3 године испитивања, максимална брзина постигнута помоћу ML-500 возила повећавала се самим повећањем трасе пруге којом се кретала. Тако је ML- 500 на прузи дужине 1,3 km достигло брзину од 132 km/h 1977. године, на траси дужине 3,1 km од 301 km/h 1978. године и 517 km/h на 7 km дугачкој траси 1979. године. 
Три циља су постигнута овим  возилом: 
- велика брзина кретања (до 517 км/ч),
- мерење динамичких реакција возила на нерегуларности трасе и
- рад са симулираним тунелом.

Из овог искуства, принципи рада и дизајна LSM погонског система, електро динамичка суспензија, супер проводна магнетска технологија и систем за напајање електричне енергије су били  проверени.

MLU001 тест возило било је прво произведено возило са простором за превоз путника. 
Састојало се из 3 дела и користило је систем левитације са У типом пруге при чему је левитација остваривана помоћу магнета који су се налазили хоризонтално дуж пруге, док су се вођење и покретање остваривали помоћу магнета уграђених у вертикалним зидовима пруге при реакцији са LSM-ом уграђеним у возило. 
Калемови су побуђивани из спољног трофазног извора и били су укрштени како би образовали такозвани Нул-Флукс систем за погон и вођење о коме ће бити речи  касније.
Возило MLU001 пуштено је у погон децембра 1980.  године.  
Циљ  је  било тестирати возило у неколико операција. Оно је садржало 32 места за путнике. Супер проводни магнети, сваки са 700 kA магнетно побудне силе, били су инсталирани  дуж сваког вагона возила са обе стране вагона. Сваки вагон је имао осам намотаја у два реда, са по 4 магнета у сваком реду. Овакав систем уградње у бочне зидове возила показао је да се уз помоћ њега може постићи: левитација, вођење и погон.
Разни типови криогеног система били су тестирани на MLU001 возилу и показано је да се они могу користити, али поуздан кондензатор гасовитог хелијума у возилу није био остварен.

MLU002 тест возило конструисано је 1987. године. Главна разлика између прототипа MLU001 и MLU002 јест то што су код MLU002 возила супер проводни калемови били везани одвојено од саме конструкције воза и везани за такозване независне висеће делове и могли су се независно покретати од вагона, слично конвенционалним точковима. Услед тога, број супер проводних магнета био је смањен што се одразило на повећање снаге поља супер проводних магнета који су се користили. Ово је резултирало смањењу тежине возила и повећању простора за превоз робе или путника.

MLU002N тест возило је развијено 1992. године након инцидента са пожаром у тест возилу MLU002. 
Констукција овог возила је готово иста као и возила MLU002. 
Ипак ово возило је сјединило и неке иновационе детаље, међу којима је и против пожарни детектори.

## Маглев пруге
Мијазаки Маглев тест пруга се налази у граду Хуга, који се налази у области Мијазаки. 
Отворена је априла 1977. године и била је пруга Т типа. Била је дугачка 1,3 кило метара и прво возило тестирано на овој прузи било је ML-500. Већ у јулу исте године постигнута је брзина од 132 km/h. Пошто се систем показао као врло успешан већ је наредне године дошло до продужења пруге за 3,1 km и тада је добијен нови рекорд брзине од 301 km/h. Своју коначну дужину од 7 km добија 1979. године и тада је помоћу тест возила добијена нова рекордна брзина од 517 km/h.
Са развојем нових технологија Маглева долазило је и до модификација на самој Мијазаки тест прузи па је тако 1980. године дошло до промене типа пруге која је преобрађена у пругу типа У која је имала хоризонтално оријентисане калемове за левитацију и вертикално оријентисане калемове који су се налазили у бочним зидовима пруге за вођење и погон. Пруга је садржала 20.000 калемова за левитацију и 10.000 калемова за погон.
Касније је пруга модификована и у њену структуру су укључени такозвани калемови у облику осмице без флукса који су уграђени у бочне зидове и користили су се за левитацију и вођење.

Пруга је имала део са низбрдицом са стрмином од 0,5% и кривину радијуса 10 кило метара. На њој је такође направљена прва скретница конструисана 1990. године. Била је дугачка 80 метара и састојала се из 6 спојница. Права линија се могла преобразити у кривину помоћу ових 6 спојница које би међу собом стале под одређени угао.

1990. године долази до прекретнице развоја Маглев возова у Јапану. Министарство транспорта Јапана проглашава Mаглев пројекат националним интересом Јапана и одобрава изградњу нове тест пруге недалеко од Токија на којој би се коначно потврдила практична употреба маглев технологије у брзом транспорту робе и путника. 
Јаманаши Маглев тест пруга отворена је 3. априла 1997. године и данас се користи у тест вожњама. 
Простире се на дужини од 18,7 km између градова Сакаигања и Акијама у област Јаманаши.